# Capanna Campo Tencia
Die Capanna Campo Tencia (Campo-Tencia-Hütte) ist eine bewirtschaftete Schutzhütte der Sektion Tessin des Schweizer Alpen-Clubs im Schweizer Kanton Tessin.

## Lage
Die Hütte liegt auf der Bergterrasse Poggio del Giübin im Valle Leventina am Fusse des Pizzo Campo Tencia auf 2140 m ü. M. in den Tessiner Alpen.

## Geschichte
Am 11. August 1912 wurde die Hütte eingeweiht, welche im Jahre 1933 um einen Ostflügel erweitert wurde. Diese Hütte wurde am 12. August 1975 durch einen Brand vollständig zerstört. 1976 wurde eine neue Hütte gebaut, welche am 25. September 1977 eingeweiht wurde.
2008 wurde der Nordflügel angebaut, in welchem sich auch eine neue Küche befindet.
Die Hütte ist Etappenort der vierten Etappe des Höhenwegs Via Alta Idra, der in 12 Etappen von der Quelle des Flusses Tessin bis zu seiner Mündung in den Lago Maggiore führt.

## Zugänge
- von Dalpe in 3 Stunden[3]
- vom Lago Tremorgio in 3,5 Stunden[4]
- Skitour von Dalpe in 3,5 Stunden[5]

## Nachbarhütten
- Capanna Leìt in 6 Stunden
- Capanna Sovèltra

## Touren
- Pizzo Campo Tencia, 3071 m in 4 Stunden
- Pizzo Campolungo, 2714 m in 2,5 Stunden
- Pizzo Forno, 2907 m in 3 Stunden[6]